# Tatuajes (canción)
«Tatuajes» es una canción del cantautor mexicano Joan Sebastian, lanzada como el primer sencillo y tema principal del álbum de estudio número 20 de Sebastián Con mariachi. Escrita y producida por Sebastián, a menudo se considera una de sus canciones emblemáticas,  siendo versionada por muchos artistas, incluidos Lucero, Víctor García y Vicente Fernández Jr., hijo de Vicente Fernández. 
La canción también alcanzó el encabezó la lista Billboard Regional Mexican Airplay.

## Gráficos
| Lista (1997)   | Mejor posición |
| -------------- | -------------- |
| México Top 100 | 89             |